# Социально-республиканская партия
Социа́льно-республика́нская па́ртия (кхмер. គណបក្សសង្គមសាធារណរដ្ឋ) — бывшая политическая партия в Камбодже (Кхмерской Республике), основанная генералом Лон Нолом в марте 1972 года. В сентябре того же года участвовала в парламентских выборах, по результатам которых получила абсолютное большинство мест в обеих палатах парламента. После свержение режима Лон Нола и победы Красных Кхмеров в апреле 1975 года прекратила свое существование.

## История
Партия была сформирована на базе Социально-республиканской ассоциации Лон Нола и находилась под сильным влиянием его брата Лон Нона и офицеров вооружённых сил Кхмерской Республики. Как партийный символ использовался Ангкор-Ват, ранее служивший символом Либеральной партии принца Нородома Нориндета в 1946—1956 годах. Платформа Социально-республиканской партии была популистской, националистической и антикоммунистической. Лон Нол был полон решимости противостоять влиянию Северного Вьетнама и Китая в регионе в контексте Второй войны в Индокитае: тремя основными ценностями были объявлены «республиканизм, социальная ответственность и национализм». Однако основная функция партии заключалась в поддержке и легитимизации руководства страны Лон Нола. Позже была разработана довольно шовинистическая и полумистическая идеология под названием «неокхмеризм».
Вначале в партии образовались две отдельные фракции. Одну, известную как «Дангрэк», возглавляли опытный правый радикал и (с 18 марта) премьер-министр Сон Нгок Тхань и драматург Хан Тун Хак, его сторонник, хотя и придерживался более левых взглядов. Фракция «Дангрэк», названная в честь горного хребта, в котором базировались партизаны «Кхмер Серей» Тханя, привлекла тех деятелей, которые до создания республики долгое время были частью республиканской и радикальной оппозиции принцу Нородому Сиануку. Другая фракция, известная как «Дангкор», сосредоточилась на поддержке Лон Нона и армии. Напряжённость между этими двумя фракциями позже окажется серьёзным препятствием на пути к стабильному правительству.
В июне 1972 года на первых с момента упразднения монархии в 1970 году и единственных за всю историю страны выборах главы государства кандидат Социально-республиканской партии Лон Нол победил уже в первом туре, получив 578 560 годосов (54,93 %).
Две основные оппозиционные партии — Демократическая во главе с Ин Тамом и Республиканская Сирика Матака — не приняли участия в выборах в Национальное собрание в сентябре 1972 года, заявив, что в законе о выборах есть некоторые сомнительные моменты. Социально-республиканская партия выдвинула 126 кандидатов и получила все места, набрав 99,02 % голосов. Единственной оппозицией были 10 кандидатов, выдвинутых Народной группой Кео Меаса, возрождённой социалистической партией, которая, по широко распространённому мнению, была организована Лон Ноном в качестве символической оппозиции.
На выборах в Сенат, верхнюю палату законодательного органа, «символическую» оппозицию Социально-республиканской партии, набравшей 95,82 % голосов, оказали несколько кандидатов от Сангкума, бывшей партии Сианука, свергнутого с поста главы государства Лон Нолом в 1970 году. Сангкум был формально распущен в 1971 году, но, как и Народная группа, был возрождён Лон Ноном, чтобы создать видимость многопартийных выборов.
Краткий период пребывания Тханя на посту премьер-министра закончился 15 октября 1972 года, вскоре после покушения, которое, как многие полагают, было организовано Лон Ноном. Генеральный секретарь Социально-республиканской партии Хан Тун Хак был назначен премьер-министром вместо него, но был вынужден уйти в отставку в начале 1973 года после периода ряда неудач в гражданской войне в Камбодже. Новым главой правительства стал Ин Там, которого в конце 1973 года сменил член Социально-республиканской партии Лонг Борет.
Лон Нон пытался усилить своё влияние на партию, но был вынужден покинуть страну в сентябре 1973 года. Он вернулся в 1974 году и даже в марте 1975 года всё ещё пытался получить пост генерального секретаря партии, несмотря на то, что Республика к этому времени контролировала лишь столицу Пномпень и окрестности.
В апреле 1975 года Социально-республиканская партия вместе с остальным режимом Кхмерской Республики пала перед «красными кхмерами».